# John Willett
Pour les articles homonymes, voir Willett.
John William Mills Willett, né à Londres (Royaume-Uni) le 24 juin 1917 et mort dans cette ville le 20 août 2002, est un auteur britannique, érudit dans le domaine de la littérature, traducteur et expert de Bertolt Brecht.

## Biographie
John Willett provient d'une famille d'entrepreneurs. Il grandit dans le quartier de Hampstead, reçoit sa formation à Winchester et au Christ Church College à Oxford, puis étudie la musique et la scénographie à Vienne. Pendant la Seconde Guerre mondiale, il sert dans la huitième armée et combat en Afrique du Nord et en Italie. Son premier livre, Popski, paru en 1954, porte sur Vladimir Peniakoff.
De 1948 à 1951, Willet travaille pour le Manchester Guardian, qu'il quitte après des différends avec l'éditeur AP Wadsworth. De 1960 à 1967, il est co-rédacteur en chef du Times Literary Supplement, pour lequel il écrivait déjà. En tant que co-éditeur, il s'occupe entre autres de la conception artistique des articles dans des numéros spéciaux sur R. B. Kitaj, Giorgio Morandi et Kokoschka.
Un article du Times Literary Supplement induit une première rencontre entre Willett et Bertolt Brecht en 1956 et à des efforts pour amener le Berliner Ensemble de Brecht à Londres. Trois ans après la mort de Brecht a lieu la première édition de l'œuvre de Willett, The Theatre of Bertolt Brecht. A Study from Eight Aspects. En 1964, il publie la traduction des écrits théoriques de Brecht en anglais sous le titre Brecht on Theatre. The Development of an Aestetic. À partir de 1970, l'intégralité des pièces de Brecht sont publiées en anglais et, avec Ralph Manheim, Willett en est l'éditeur. Les poèmes, journaux et lettres suivent par après. Le dernier ouvrage de Brecht que Willett publie est Bad Time for Poetry, en 1995. Il est également temporairement rédacteur en chef de l'Annuaire Brecht de la Société internationale de Brecht.
Les autres domaines de travail de Willett sont la période de la République de Weimar, sur laquelle il publie Art and Politics in Weimar Germany. The New Sobriety en 1978, The Weimar Years. A Culture Cut Short en 1984 et The Theatre of the Weimar Republic en 1988.
John Willett, qui a vécu temporairement en France, était marié et avait une fille et un fils.